# والتر ماثيوز
والتر ماثيوز هو سياسي كندي، ولد في 21 مارس 1900 في Reston, Manitoba ‏ في كندا، وتوفي في 16 سبتمبر 1986 في نانيامو إي في كندا. نشط حزبياً في الحزب الكندي التقدمي المحافظ. وقد انتخب عضو مجلس العموم الكندي.